# Gestion électronique des reconduites à la frontière audiencées en urgence par les tribunaux
Pour les articles homonymes, voir Gerfaut.
Le traitement automatisé d'informations nominatives Gerfaut (Gestion électronique des reconduites à la frontière audiencées en urgence par les tribunaux), qui sert à gérer les recours, dirigés devant les présidents des tribunaux administratifs, contre les arrêtés préfectoraux de reconduite d'étrangers à la frontière a été autorisé par l'arrêté du vice-président du Conseil d'État du 2 février 1990 portant création d'un traitement automatisé d'informations nominatives pour la gestion des recours contre les arrêtés préfectoraux de reconduite d'étrangers à la frontière.
Par un arrêt du 18 novembre 1992, le Conseil d'État a rejeté le recours contre l'arrêté créant GERFAUT.